# Proprioseiopsis mumaellus
Proprioseiopsis mumaellus är en spindeldjursart som först beskrevs av Athias-Henriot 1967.  Proprioseiopsis mumaellus ingår i släktet Proprioseiopsis och familjen Phytoseiidae. Inga underarter finns listade i Catalogue of Life.